# Мортус
Мо́ртус (от лат. mortuus) — служитель при больных карантинными заболеваниями, особенно чумой. В обязанности мортуса входила и уборка трупов. Появились в Западной Европе в Средние века, одевались они обыкновенно в холщовые или кожаные костюмы, пропитанные дёгтем. Во время чумных эпидемий по улицам разъезжали целые отряды мортусов, поднимая валяющиеся на улицах трупы крюками и укладывая их на особые повозки. В Российской империи мортусы действовали во время эпидемий — чумных 1771 и 1817 годов и холерной 1830 года.
Согласно путевым заметкам немецкого географа И. Г. Коля, в 1830-х годах в Одесском порту «мортусами» называли людей, проверяющих подозрительный на чуму груз (особенно хлопок). Эту работу обычно выполняли люди, воспринимаемые уже потерянными для общества, обычно — приговорённые к ссылке в Сибирь. Также «мортусами» называли факельщиков, участвовавших в похоронных процессиях.

## В культуре
- В книге Феликса Максимова «Духов День» один из героев работает мортусом в Москве во время чумы.
- В фильме «Сказка странствий» присутствуют мортусы с характерными для средневековой чумы граблями для собирания трупов.
- Во «Вселенной Метро 2033», в книгах «Питер», «Во мрак».
- Мортус — персонаж видеоигры в жанре аркадного экшена Comix Zone, выпущенной для игровой приставки Sega Mega Drive в 1995 году[6].
- Мортусы — ряд персонажей в видеоигре «Мор (Утопия)» и её переиздании «Мор», выполняющих функции схожие со средневековыми мортусами.